# Re:RISE -e.p.- 2
『Re:RISE -e.p.- 2』（リライズ・イーピー・ツー）は日本のロックバンド・スピラ・スピカのシングル。メジャー6枚目のCDシングルとして2020年8月5日にSACRA MUSICより発売された。

## 概要
前作『Re:RISE -e.p.-』から約1年ぶりに発売されたCDシングル。前作同様、タイトルにEPと付くものの、公式にシングル作品として位置づけられている。
カップリングには、『ガンダムビルドダイバーズRe:RISE』の第20話スペシャルEDテーマとなった自身の楽曲『ハートフル』と、過去のガンダムシリーズの主題歌をスピラ・スピカがカバーしたものが収録されており、今作では、アニメ『機動武闘伝Gガンダム』第1期オープニングテーマの鵜島仁文『FLYING IN THE SKY』と、OVA『機動戦士ガンダム 第08MS小隊』オープニングテーマの米倉千尋『嵐の中で輝いて』のカバーが収録された。

## 収録内容

### 通常盤・初回生産限定盤
| #         | タイトル                           | 作詞       | 作曲         | 編曲      | 時間  |
| --------- | ---------------------------------- | ---------- | ------------ | --------- | ----- |
| 1.        | 「Twinkle」                        | 幹葉、樹   | 渡辺翔       | If I      | 4:22  |
| 2.        | 「ハートフル」                     | 幹葉       | Saku         | Saku      | 4:55  |
| 3.        | 「FLYING IN THE SKY」(OA.鵜島仁文) | 鵜島仁文   | 鵜島仁文     | If I      | 3:43  |
| 4.        | 「嵐の中で輝いて」(OA.米倉千尋)    | 渡辺なつみ | YUMENO MAOTO | If I      | 4:19  |
| 5.        | 「Twinkle -TV ver.-」              |            |              |           | 1:49  |
| 合計時間: | 合計時間:                          | 合計時間:  | 合計時間:    | 合計時間: | 19:08 |

| #  | タイトル                  | 作詞 | 作曲・編曲 |
| -- | ------------------------- | ---- | ---------- |
| 1. | 「Twinkle -Music Video-」 |      |            |

## タイアップ
Twinkle
Webアニメ『ガンダムビルドダイバーズRe:RISE』2nd Season エンディングテーマ
ハートフル
Webアニメ『ガンダムビルドダイバーズRe:RISE』20話スペシャルエンディングテーマ

## 収録アルバム
| 曲名       | 収録アルバム                                         | 発売日         |
| ---------- | ---------------------------------------------------- | -------------- |
| Twinkle    | 『ガンダムビルドダイバーズ THE BEST』                | 2020年12月23日 |
| Twinkle    | 『ナガレボシトレイン』                               | 2022年3月16日  |
| Twinkle    | 『「ガンダムビルドシリーズ」10周年 BEST Collection』 | 2023年11月29日 |
| ハートフル | 『ガンダムビルドダイバーズ THE BEST』                | 2020年12月23日 |
| ハートフル | 『ナガレボシトレイン』                               | 2022年3月16日  |
| ハートフル | 『「ガンダムビルドシリーズ」10周年 BEST Collection』 | 2023年11月29日 |